# Count Your Lucky Stars
"Count Your Lucky Stars" o más conocido como "CYLS" (por sus siglas en inglés), es un sello discográfico independiente situado a las afueras de East Saint Louis, Illinois. La discográfica ha lanzado varios álbumes de bandas como Empire! Empire! (I Was a Lonely Estate), Joie de Vivre, Castevet, Into It. Over It y Snowing. Está envuelta en el resurgimiento del emo, más conocido como "Midwest Emo Revival".

## Bandas
Las bandas amparadas bajo este sello son:
- Annabel
- Benton Falls
- Boris Smile
- Boyfriends
- Brave Captain, The Rescue
- Castevet
- Clouds Month
- Dowsing
- Driving on City Sidewalks
- Empire! Empire! (I Was a Lonely Estate)
- Football, Etc.
- Hightide Hotel
- I Am The Branch
- Into It. Over It
- Joie de Vivre
- Merchant Ships
- Moving Mountains
- Mountains for Clouds
- Pennies
- Perfect Future
- Pswingset
- The Reptilian
- Syrdidymous
- Snowing
- Victor! Fix the Sun
- Warren Franklin